# Park Soo-jin
Park Soo-jin (박수진?, Bak Su-jinLR; Seongnam, 27 novembre 1985) è un'attrice e cantante sudcoreana. È stata un membro del quartetto Sugar dal 2001 al 2006, quando, in seguito alla scadenza del contratto discografico, decise di diventare attrice.
Park ha sposato l'attore Bae Yong-joon il 27 luglio 2015 al Sheraton Grande Walkerhill Hotel. La coppia si frequentava dal febbraio precedente. Il 23 ottobre 2016, Park ha partorito il loro primogenito, un maschio.  Il 10 aprile 2018 è nata invece una bambina.

## Filmografia

### Cinema
- Penthouse kokkiri, regia di S.K. Jhung (2009)
- Superstar (2012)
- Sumokjang (2012)
- Sarang-ui gawibawibo, regia di Kim Jee-woon – cortometraggio (2013)

### Televisione
- Karl jabi Oh Soo-jung – serie TV (2007)
- Wine ttaneun agmassi (와인 따는 악마씨) – serie TV (2007)
- Yuhogui gisul (유혹의 기술) – serie TV (2008)
- Ulideului Happy Ending (우리들의 해피엔딩) – serie TV (2008)
- Kkotboda namja (꽃보다 남자) – serie TV (2009)
- Seondeok yeo-wang (선덕여왕) – serie TV (2009)
- Cheonmanbeon saranghae (천만번 사랑해) – serie TV (2009-2010)
- Nae yeojachin-guneun gumiho (내 여자친구는 구미호) – serie TV (2010)
- Cupid Factory (큐피드 팩토리) – film TV (2011)
- Chonggagne yachaegage (총각네 야채가게) – serie TV (2011-2012)
- Neongkuljjae gulleo-on dangsin (넝쿨째 굴러온 당신) – serie TV (2012)
- Sumokjang (수목장), regia di Park Kwang-choon – film TV (2012)
- I-utjip kkonminam (이웃집 꽃미남) – serie TV (2013)
- Kalgwa kkot (칼과 꽃) – serie TV (2013)